# رود ایلوولیا
رود ایلوولیا (انگلیسی: Ilovlya) یک رودخانه در استان ساراتوف کشور روسیه است.